# Лоє Міллер
Лоє Голмс Міллер (Loye Holmes Miller; 18 жовтня 1874 — 6 квітня 1970) — американський палеонтолог. Він був професором біології в Каліфорнійському університеті в Лос-Анджелесі .
Міллер закінчив Каліфорнійський університет в Берклі, отримавши ступінь магістра зоології під керівництвом Джона Мерріама в 1903 році. Опісля став викладачем біології в середній школі в Лос-Анджелесі. Там він отримав вчене звання професора і вийшов на пенсію в 1943 році .
Міллер вивчав викопних птахів з плейстоценових печер Каліфорнії, кар'єрів Ла Бреа і формації Грін-Рівер в Орегоні. Описав 42 види викопних птахів.
Його син Олден Міллер (1906—1965) був професором зоології в Каліфорнійському університеті в Берклі, а також палеоорнітологом і директором Музею зоології хребетних.

## Публікації
- Contributions to Avian Paleontology from the Pacific Coast of North America, University of California Press, Berkeley 1912
- Studies on the fossil flora and fauna of the western United States, Carnegie Institution, Washington DC 1925
- Fossil birds of California, University of California Press 1929, 1942
- Lifelong boyhood; recollections of a naturalist afield, University of California Press 1950 (Autobiographie)